# Shericka Jackson
Shericka Jackson (ur. 16 lipca 1994 w Saint Ann) – jamajska lekkoatletka specjalizująca się w biegach sprinterskich.
Wywalczyła dwa medale mistrzostw świata juniorów młodszych w 2011 – podczas tych zawodów była członkinią zwycięskiej sztafety szwedzkiej, która czasem 2:03,42 ustanowiła nieoficjalny rekord świata juniorów młodszych. Srebrna medalistka w biegu sztafetowym 4 × 400 metrów z mistrzostw świata juniorów (2012). Brązowa medalistka mistrzostw świata w Pekinie (2015) w biegu na 400 metrów oraz mistrzyni świata w biegu rozstawnym 4 × 400 metrów. Srebrna (w sztafecie) i brązowa (w biegu na 400 metrów) medalistka igrzysk olimpijskich w Rio de Janeiro (2016). Rok później zdobyła złoty medal IAAF World Relays 2017 w sztafecie 4 × 200 metrów. W 2019 zdobyła złoto i dwa brązowe medale na mistrzostwach świata w Dosze. W 2021 sięgnęła po trzy medale igrzysk olimpijskich w Tokio – złoty w sztafecie 4 × 100 metrów oraz brązowe w sztafecie 4 × 400 metrów i indywidualnie na dystansie 100 metrów. Rok później zdobyła trzy medale mistrzostw świata w Eugene: złoty w biegu na 200 metrów i srebrne w biegu na 100 metrów i w sztafecie 4 × 100 metrów. Multimedalistka światowego czempionatu na otwartym stadionie w Budapeszcie (2023): zdobyła złoto w biegu na 200 metrów oraz dwa srebra w biegu na 100 metrów i w biegu rozstawnym 4 × 100 metrów.
Rekordy życiowe: bieg na 60 metrów – 7,04 (18 marca 2022, Belgrad); bieg na 100 metrów – 10,65 (7 lipca 2023, Kingston) 5. wynik w historii światowej lekkoatletyki; bieg na 200 metrów – 21,41 (25 sierpnia 2023, Budapeszt) rekord Jamajki, 2. wynik w historii światowej lekkoatletyki; bieg na 400 metrów – 49,47 (3 października 2019, Doha).
6 sierpnia 2021 w Tokio Jackson biegła w sztafecie 4 × 100 metrów, która czasem 41,02 ustanowiła aktualny rekord Jamajki na tym dystansie.

## Osiągnięcia
| Rok  | Impreza                                     | Miejsce         | Konkurencja        | Pozycja    | Wynik   |
| ---- | ------------------------------------------- | --------------- | ------------------ | ---------- | ------- |
| 2011 | Mistrzostwa świata juniorów młodszych       | Lille Metropole | bieg na 200 m      | 3. miejsce | 23,62   |
| 2011 | Mistrzostwa świata juniorów młodszych       | Lille Metropole | sztafeta szwedzka  | 1. miejsce | 2:03,42 |
| 2012 | Mistrzostwa Ameryki Śr. i Karaibów juniorów | San Salvador    | bieg na 200 m      | 2. miejsce | 23,87   |
| 2012 | Mistrzostwa świata juniorów                 | Barcelona       | sztafeta 4 × 400 m | 2. miejsce | 3:32,97 |
| 2013 | CARIFTA Games                               | Nassau          | bieg na 200 m      | 2. miejsce | 22,84   |
| 2013 | CARIFTA Games                               | Nassau          | sztafeta 4 × 400 m | 1. miejsce | 3:34,36 |
| 2014 | IAAF World Relays                           | Nassau          | sztafeta 4 × 400 m | 2. miejsce | 3:23,26 |
| 2015 | Mistrzostwa świata                          | Pekin           | bieg na 400 m      | 3. miejsce | 49,99   |
| 2015 | Mistrzostwa świata                          | Pekin           | sztafeta 4 × 400 m | 1. miejsce | 3:19,13 |
| 2016 | Igrzyska olimpijskie                        | Rio de Janeiro  | bieg na 400 m      | 3. miejsce | 49,85   |
| 2016 | Igrzyska olimpijskie                        | Rio de Janeiro  | sztafeta 4 × 400 m | 2. miejsce | 3:20,34 |
| 2017 | IAAF World Relays                           | Nassau          | sztafeta 4 × 200 m | 1. miejsce | 1:29,04 |
| 2017 | Mistrzostwa świata                          | Londyn          | bieg na 400 m      | 5. miejsce | 50,76   |
| 2017 | Mistrzostwa świata                          | Londyn          | sztafeta 4 × 400 m | –          | DNF     |
| 2018 | Puchar interkontynentalny                   | Ostrawa         | bieg na 200 m      | 4. miejsce | 22,62   |
| 2019 | IAAF World Relays                           | Jokohama        | sztafeta 4 × 200 m | 3. miejsce | 1:33,21 |
| 2019 | Igrzyska panamerykańskie                    | Lima            | bieg na 400 m      | 1. miejsce | 50,73   |
| 2019 | Mistrzostwa świata                          | Doha            | bieg na 400 m      | 3. miejsce | 49,47   |
| 2019 | Mistrzostwa świata                          | Doha            | sztafeta 4 × 100 m | 1. miejsce | 41,44   |
| 2019 | Mistrzostwa świata                          | Doha            | sztafeta 4 × 400 m | 3. miejsce | 3:22,37 |
| 2021 | Igrzyska olimpijskie                        | Tokio           | bieg na 100 m      | 3. miejsce | 10,76   |
| 2021 | Igrzyska olimpijskie                        | Tokio           | bieg na 200 m      | eliminacje | 23,26   |
| 2021 | Igrzyska olimpijskie                        | Tokio           | sztafeta 4 × 100 m | 1. miejsce | 41,02   |
| 2021 | Igrzyska olimpijskie                        | Tokio           | sztafeta 4 × 400 m | 3. miejsce | 3:21,24 |
| 2022 | Halowe mistrzostwa świata                   | Belgrad         | bieg na 60 m       | 5. miejsce | 7,04    |
| 2022 | Mistrzostwa świata                          | Eugene          | bieg na 100 m      | 2. miejsce | 10,73   |
| 2022 | Mistrzostwa świata                          | Eugene          | bieg na 200 m      | 1. miejsce | 21,45   |
| 2022 | Mistrzostwa świata                          | Eugene          | sztafeta 4 × 100 m | 2. miejsce | 41,18   |
| 2022 | Mistrzostwa NACAC                           | Freeport        | bieg na 100 m      | 1. miejsce | 10,83   |
| 2023 | Mistrzostwa świata                          | Budapeszt       | bieg na 100 m      | 2. miejsce | 10,72   |
| 2023 | Mistrzostwa świata                          | Budapeszt       | bieg na 200 m      | 1. miejsce | 21,41   |
| 2023 | Mistrzostwa świata                          | Budapeszt       | sztafeta 4 × 100 m | 2. miejsce | 41,23   |
| 2024 | Igrzyska olimpijskie                        | Paryż           | bieg na 200 m      | eliminacje | DNS     |
| 2025 | World Athletics Relays                      | Kanton          | sztafeta 4 × 100 m | 3. miejsce | 42,33   |